# Сантюль IV (виконт Беарна)
Сантюль IV Старый (фр. Centulle IV le Vieux, баск. Zentulo IV Zaharra; умер около 1058 года) — виконт Беарна ранее 1022 года, виконт Олорона с ок. 1045 года, сын виконта Гастона II.

## Биография
Сантюль наследовал отцу ранее 1022 года. Поскольку он был несовершеннолетним, то первоначально управлял под регентством. Самостоятельно он стал управлять в 1022 году.
Сантюль в составе армии короля Памплоны Санчо III, имевшего сильное влияние в Гаскони, принимал участие в Реконкисте.
Сантюль стремился поддерживать хорошие отношения с церковью. В 1022 году он основал монастырь Сен-Пе-де-Жеир на границе между Беарном и Бигорром. Согласно хартии, датированной ноябрём 1028 года, которую дал герцог Гаскони Санш VI Гильом, Сантюль был назначен защитником этого монастыря. Это было подтверждено в 1033 году преемником Санша Гильома, герцогом Эдом.
Во время своего правления Сантюль значительно увеличил территорию Беарна. Он женился на дочери виконта Олорона Лупа II Анера и около 1045 года присоединил его владения, располагавшиеся в долине реки Гав-д’Олорон. В его новые владения входили также Наваррен, Совтер, а также долины Асп, Оссо, Жосбег и Барету, за исключением Ланна и Барланэ, находившихся в составе виконтства Суль.
В 1039 году был убит герцог Гаскони и Аквитании Эд, не оставивший наследников. На Гасконь предъявил права Ги (будущий герцог Аквитании Гильом VIII), единокровный брат Эда. Однако гасконская знать не желала признавать своим правителем чуждого по происхождению герцога, решив выбрать нового герцога из состава местной знати. Одним из претендентов стал Сантюль IV, другим — его дальний родственник, граф Бернар II д’Арманьяк. В итоге Сантюль и Бернар договорились между собой о том, что Сантюль не будет претендовать на герцогский титул, а взамен Бернар утвердил независимость виконтов Беарна от Гаскони. Однако в 1052 Бернар был разбит Ги Аквитанским и был вынужден продать свои права на Гасконь.
Вскоре после этого началась война против Дакса, правитель которого, виконт Арно II, напал на Беарн. После непродолжительной войны Арно и Сантюль заключили мир, однако в 1050 году Сантюль организовал убийство своего соперника.
В 1054 году умер старший сын и наследник Сантюля, Гастон, сделанный перед этим отцом соправителем.
Сантюль погиб около 1058 году в очередной стычке с соседями. Он вторгся во владения Суля, но был заманен в ловушку и убит. Ему наследовал внук, Сантюль V Молодой.

## Брак и дети
Жена: Ангела (ум. после 1058), дочь виконта Олорона Лупа II Анера. Дети:
- Гастон III (ум. 1054), виконт Беарна (соправитель отца)
- Раймон Сантюль (ум. после 1055)[3]
- Ориоль Сантюль (ум. после 1070), сеньор де Кларак, д’Игон, де Бодре, де Боей и д’Ога[3]